# آرثر أداموف
آرثر أداموف (بالفرنسية: Arthur Adamov )‏ (و. 1908 – 1970 م) هو كاتب مسرحي، وكاتب، وناثر، ومترجم فرنسي، ولد في كيسلوفودسك، توفي في باريس، عن عمر يناهز 62 عاماً، بسبب جرعة زائدة.

## وصلات خارجية
- آرثر أداموف على موقع IMDb (الإنجليزية)
- آرثر أداموف على موقع الموسوعة البريطانية (الإنجليزية)
- آرثر أداموف على موقع مونزينجر (الألمانية)
- آرثر أداموف على موقع قاعدة بيانات الفيلم (الإنجليزية)
- آرثر أداموف في قاعدة بيانات الأفلام على الإنترنت